# Zechin
Zechin est une commune allemande de l'arrondissement de Märkisch-Pays de l'Oder, Land de Brandebourg.

## Géographie
La commune comprend les quartiers de Buschdorf, Friedrichsaue et Zechin. D'autres villages sont Baiersberg, Gerickensberg, Lehmannshöfel et Zechiner Loose.
| Letschin |        |                  |
|          | Zechin | Bleyen-Genschmar |
| Seelow   |        | Golzow           |

## Histoire
Zechin est mentionné pour la première fois en 1313 sous le nom de Zechyn.
La commune actuelle est née le 31 décembre 1997 de la fusion avec Buschdorf et Friedrichsaue.